# André Joseph Guillaume Henri Kostermans

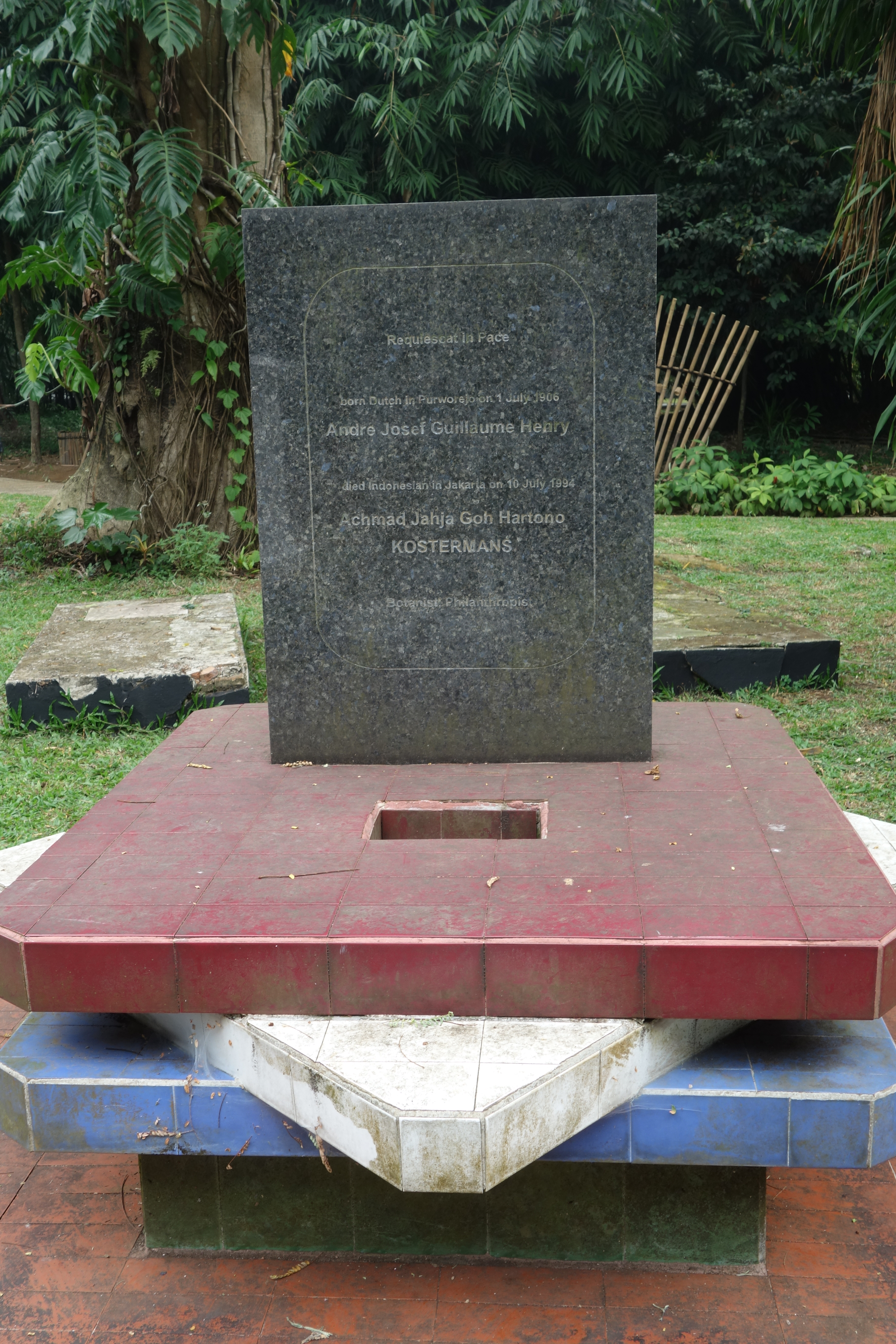
Túmulo de Kostermans no Kebun Raya Bogor, o grande Jardim Botânico de Bogor.

André Joseph Guillaume Henri 'Doc' Kostermans (Purworejo, 1 de julho de 1906 — Jakarta, 10 de julho de 1994) foi um botânico que se notabilizou no estudo da taxonomia das Lauraceae e da flora da Indonésia.

## Biografia
Nasceu em Purworejo, Java, ao tempo parte das Índias Orientais Neerlandesas e formou-se na Universidade de Utrecht, obtendo o doutoramento em 1936 com um estudo sobre as Lauraceae do Surinam.
Dedicou a maior parte da sua vida profissional ao estudo das plantas do Sueste Asiático, fixando-se em Buitenzorg, depois redenominado Bogor, na Indonésia.
Na fase inicial da sua carreira contribuiu como estudos de várias famílias botânicas para a obra de August Adriaan Pulle intitulda Flora of Suriname, dando continuidade aos seus estudos doutorais.
Kostermans interessou-se especialmente pelas Lauraceae, Malvales (Bombacaceae e Sterculiaceae) e Dipterocarpaceae. Numa fase mais tardia da sua carreira dedicou-se ao estudo das Anacardiaceae da Ásia. Foi um investigador muito produtivo e publicou extensamente sobre estes e outros agrupamentos taxonómicos botânicos.
O seu nome é o epónimo do género Kostermansia Soegeng da família Bombacaceae, e estão denominadas mais de 50 espécies em sua honra.
Kostermans sofreu um ataque cardíaco em Março de 1991, mas ainda assim conseguiu terminar a sua obra sobre as espécies de Mango (69 espécies), publicada pela Academic Press em 1993.
Em 1990 foi agarciado como o grau de comandante da Ordem de Orange-Nassau (Orde van Oranje-Nassau).
Faleceu na Jakarta em 1994 e foi sepultado no Kebun Raya Bogor, o jardim botânico da cidade de Bogor.